# Assegun
Assegun /možda od Chippewa ŭ′shigŭn 'black bass'. W. J.,/ tradicionalno pleme u području Mackinaw i Sault Ste. Marie odakle su ih protjerali Ottawa i Chippewa Indijanci na Lower Peninsulu, Michigan. Kasnije se nalaze u konfederaciji s Mascoutenima, plemenom koje je nestalo u drugoj polovici 18. stoljeća. Jezično su vjerojatno pripadali porodici Algonquian.

## Vanjske poveznice
- Mascouten Indian Tribe History
- Assegun Indian Tribe History  Arhivirana inačica izvorne stranice od 12. siječnja 2009. (Wayback Machine)